# Caquena
Caquena (del aimara: qaqina ‘frotar o moler’) es una localidad ubicada en la comuna de Putre, provincia de Parinacota, que forma parte de la Región de Arica y Parinacota, en el norte de Chile.
Localidad ritual y tradicionalmente sólo ocupado en ocasiones de fiestas y celebraciones. Su bonita iglesia, cuya construcción se realizó en el siglo XVI (con una restauración en 1891), destaca por su patio cercado por un muro de adobe, con puerta que posee un arco y troneras triangulares en todo su perímetro. La iglesia tiene un modesto portal en piedra y un bello campanario adosado al muro del patio.
Caquena poseía una escuela con solo una profesora y un alumno en 2006, pero hoy en día la escuela cuenta con 5 alumnos.

## Proyecto Altoandino
Actualmente se desarrolla en esta localidad y sus alrededores el Proyecto de Desarrollo Pecuario Altoandino por estudiantes de la Facultad de Ciencias Veterinarias y Pecuarias de la Universidad de Chile, para la recuperación de los manejos ancestrales andinos, y mejorándolos con nuevas tecnologías para incrementar su productividad ganadera.

## Demografía
Posee 14 habitantes, de acuerdo al censo del año 2002, pero en una visita del programa Cultura Entretenida de TVN Chile, mostrado en agosto del 2007, el poblado contaba con solo 4 habitantes en ese entonces.
| Coordenadas                                | Altitud          | Localidad | Categoría | Población (censo 2002) | Población masculina | Población femenina | Viviendas (censo 2002) |
| ------------------------------------------ | ---------------- | --------- | --------- | ---------------------- | ------------------- | ------------------ | ---------------------- |
| 18°3′15″S 69°12′2″O / -18.05417, -69.20056 | 4.600 m s. n. m. | Caquena   | Caserío   | 14                     | 11                  | 3                  | 16                     |